# Skeleton-Weltcup 2010/11
Der Skeleton-Weltcup 2010/11 begann am 26. November 2010 in Whistler und endete am 6. Februar 2011 in Cesana Torinese. Der Höhepunkt der Saison war die Skeleton-Weltmeisterschaft 2011 vom 18. Februar bis zum 27. Februar 2011 in Königssee. Die Saison wurde in acht Weltcuprennen inklusive der Skeleton-Europameisterschaft 2011 parallel zum Bob-Weltcup 2010/11 ausgetragen. Als Unterbau fungierten der Intercontinentalcup, der Europacup und der America’s Cup.

## Einzelergebnisse der Weltcupsaison 2010/11
| 1. Weltcup in Whistler, 23. November 2010 – 28. November 2010 | 1. Weltcup in Whistler, 23. November 2010 – 28. November 2010 | 1. Weltcup in Whistler, 23. November 2010 – 28. November 2010 | 1. Weltcup in Whistler, 23. November 2010 – 28. November 2010 | 1. Weltcup in Whistler, 23. November 2010 – 28. November 2010 |
| ------------------------------------------------------------- | ------------------------------------------------------------- | ------------------------------------------------------------- | ------------------------------------------------------------- | ------------------------------------------------------------- |
| Disziplin                                                     | Erster Platz                                                  | Zweiter Platz                                                 | Dritter Platz                                                 |                                                               |
| Skeleton Damen                                                | Marion Thees                                                  | Mellisa Hollingsworth                                         | Anja Huber                                                    |                                                               |
| Skeleton Herren                                               | Jon Montgomery                                                | Kristan Bromley                                               | Alexander Tretjakow                                           |                                                               |

| 2. Weltcup in Calgary, 30. November 2010 – 5. Dezember 2010 | 2. Weltcup in Calgary, 30. November 2010 – 5. Dezember 2010 | 2. Weltcup in Calgary, 30. November 2010 – 5. Dezember 2010 | 2. Weltcup in Calgary, 30. November 2010 – 5. Dezember 2010 | 2. Weltcup in Calgary, 30. November 2010 – 5. Dezember 2010 |
| ----------------------------------------------------------- | ----------------------------------------------------------- | ----------------------------------------------------------- | ----------------------------------------------------------- | ----------------------------------------------------------- |
| Disziplin                                                   | Erster Platz                                                | Zweiter Platz                                               | Dritter Platz                                               |                                                             |
| Skeleton Damen                                              | Anja Huber                                                  | Shelley Rudman                                              | Amy Gough                                                   |                                                             |
| Skeleton Herren                                             | Martins Dukurs                                              | Alexander Tretjakow                                         | Kristan Bromley                                             |                                                             |

| 3. Weltcup in Park City, 7. Dezember 2010 – 12. Dezember 2010 | 3. Weltcup in Park City, 7. Dezember 2010 – 12. Dezember 2010 | 3. Weltcup in Park City, 7. Dezember 2010 – 12. Dezember 2010 | 3. Weltcup in Park City, 7. Dezember 2010 – 12. Dezember 2010 | 3. Weltcup in Park City, 7. Dezember 2010 – 12. Dezember 2010 |
| ------------------------------------------------------------- | ------------------------------------------------------------- | ------------------------------------------------------------- | ------------------------------------------------------------- | ------------------------------------------------------------- |
| Disziplin                                                     | Erster Platz                                                  | Zweiter Platz                                                 | Dritter Platz                                                 |                                                               |
| Skeleton Damen                                                | Anja Huber                                                    | Shelley Rudman                                                | Amy Gough                                                     |                                                               |
| Skeleton Herren                                               | Alexander Tretjakow                                           | Sandro Stielicke                                              | Martins Dukurs                                                |                                                               |

| 4. Weltcup in Lake Placid, 14. Dezember 2010 – 19. Dezember 2010 | 4. Weltcup in Lake Placid, 14. Dezember 2010 – 19. Dezember 2010 | 4. Weltcup in Lake Placid, 14. Dezember 2010 – 19. Dezember 2010 | 4. Weltcup in Lake Placid, 14. Dezember 2010 – 19. Dezember 2010 | 4. Weltcup in Lake Placid, 14. Dezember 2010 – 19. Dezember 2010 |
| ---------------------------------------------------------------- | ---------------------------------------------------------------- | ---------------------------------------------------------------- | ---------------------------------------------------------------- | ---------------------------------------------------------------- |
| Disziplin                                                        | Erster Platz                                                     | Zweiter Platz                                                    | Dritter Platz                                                    |                                                                  |
| Skeleton Damen                                                   | Marion Thees                                                     | Shelley Rudman                                                   | Anja Huber                                                       |                                                                  |
| Skeleton Herren                                                  | Sergei Tschudinow                                                | Martins Dukurs                                                   | Kristan Bromley                                                  |                                                                  |

| 5. Weltcup in Igls, 11. Januar 2011 – 16. Januar 2011 | 5. Weltcup in Igls, 11. Januar 2011 – 16. Januar 2011 | 5. Weltcup in Igls, 11. Januar 2011 – 16. Januar 2011 | 5. Weltcup in Igls, 11. Januar 2011 – 16. Januar 2011 | 5. Weltcup in Igls, 11. Januar 2011 – 16. Januar 2011 |
| ----------------------------------------------------- | ----------------------------------------------------- | ----------------------------------------------------- | ----------------------------------------------------- | ----------------------------------------------------- |
| Disziplin                                             | Erster Platz                                          | Zweiter Platz                                         | Dritter Platz                                         |                                                       |
| Skeleton Damen                                        | Anja Huber                                            | Shelley Rudman                                        | Mellisa Hollingsworth                                 |                                                       |
| Skeleton Herren                                       | Martins Dukurs                                        | Sergei Tschudinow                                     | Alexander Tretjakow                                   |                                                       |

| 6. Weltcup und Europameisterschaft in Winterberg, 18. Januar 2011 – 23. Januar 2011 | 6. Weltcup und Europameisterschaft in Winterberg, 18. Januar 2011 – 23. Januar 2011 | 6. Weltcup und Europameisterschaft in Winterberg, 18. Januar 2011 – 23. Januar 2011 | 6. Weltcup und Europameisterschaft in Winterberg, 18. Januar 2011 – 23. Januar 2011 | 6. Weltcup und Europameisterschaft in Winterberg, 18. Januar 2011 – 23. Januar 2011 |
| ----------------------------------------------------------------------------------- | ----------------------------------------------------------------------------------- | ----------------------------------------------------------------------------------- | ----------------------------------------------------------------------------------- | ----------------------------------------------------------------------------------- |
| Disziplin                                                                           | Erster Platz                                                                        | Zweiter Platz                                                                       | Dritter Platz                                                                       |                                                                                     |
| Skeleton Damen                                                                      | Shelley Rudman                                                                      | Anja Huber                                                                          | Amy Gough                                                                           |                                                                                     |
| Skeleton Herren                                                                     | Martins Dukurs                                                                      | Sergei Tschudinow                                                                   | Alexander Tretjakow                                                                 |                                                                                     |

| 7. Weltcups in St. Moritz, 25. Januar 2011 – 30. Januar 2011 | 7. Weltcups in St. Moritz, 25. Januar 2011 – 30. Januar 2011 | 7. Weltcups in St. Moritz, 25. Januar 2011 – 30. Januar 2011 | 7. Weltcups in St. Moritz, 25. Januar 2011 – 30. Januar 2011 | 7. Weltcups in St. Moritz, 25. Januar 2011 – 30. Januar 2011 |
| ------------------------------------------------------------ | ------------------------------------------------------------ | ------------------------------------------------------------ | ------------------------------------------------------------ | ------------------------------------------------------------ |
| Disziplin                                                    | Erster Platz                                                 | Zweiter Platz                                                | Dritter Platz                                                |                                                              |
| Skeleton Damen                                               | Shelley Rudman                                               | Mellisa Hollingsworth                                        | Anja Huber                                                   |                                                              |
| Skeleton Herren                                              | Martins Dukurs                                               | Frank Rommel                                                 | Ben Sandford                                                 |                                                              |

| 8. Weltcup in Cesana, 1. Februar 2011 – 6. Februar 2011 | 8. Weltcup in Cesana, 1. Februar 2011 – 6. Februar 2011 | 8. Weltcup in Cesana, 1. Februar 2011 – 6. Februar 2011 | 8. Weltcup in Cesana, 1. Februar 2011 – 6. Februar 2011 | 8. Weltcup in Cesana, 1. Februar 2011 – 6. Februar 2011 |
| ------------------------------------------------------- | ------------------------------------------------------- | ------------------------------------------------------- | ------------------------------------------------------- | ------------------------------------------------------- |
| Disziplin                                               | Erster Platz                                            | Zweiter Platz                                           | Dritter Platz                                           |                                                         |
| Skeleton Damen                                          | Anja Huber                                              | Marion Thees                                            | Darla Deschamps                                         |                                                         |
| Skeleton Herren                                         | Martins Dukurs                                          | Tomass Dukurs                                           | Sandro Stielicke                                        |                                                         |

## Gesamtstand und erreichte Platzierungen im Skeleton der Frauen
| Rang | Pilot                 | Land                   | WHI | CAL | PCI | LAP | IGL | WIN | STM | CES | Punkte |
| ---- | --------------------- | ---------------------- | --- | --- | --- | --- | --- | --- | --- | --- | ------ |
| 01.  | Anja Huber            | Deutschland            | 03  | 01  | 01  | 03  | 01  | 02  | 03  | 01  | 1710   |
| 02.  | Shelley Rudman        | Vereinigtes Königreich | 05  | 02  | 02  | 02  | 02  | 01  | 01  | 07  | 1642   |
| 03.  | Mellisa Hollingsworth | Kanada                 | 02  | 04  | 04  | 05  | 03  | 06  | 02  | 09  | 1516   |
| 04.  | Marion Thees          | Deutschland            | 01  | 05  | 07  | 01  | 10  | 07  | 07  | 02  | 1492   |
| 05.  | Amy Gough             | Kanada                 | 06  | 03  | 03  | 12  | 08  | 03  | 08  | 06  | 1400   |
| 06.  | Donna Creighton       | Vereinigtes Königreich | 04  | 08  | 05  | 06  | 06  | 09  | 20  | 04  | 1300   |
| 07.  | Katharina Heinz       | Deutschland            | 08  | 05  | 10  | 11  | 11  | 13  | 15  | 05  | 1168   |
| 08.  | Emma Lincoln-Smith    | Australien             | 10  | 09  | 06  | 09  | 07  | 15  | 13  | 11  | 1152   |
| 09.  | Olga Potylizyna       | Russland               | 17  | 15  | 19  | 08  | 04  | 08  | 09  | 23  | 0980   |
| 10.  | Nozomi Komuro         | Japan                  | 11  | 18  | 11  | 04  | 17  | 11  | 17  | 14  | 0968   |
| 11.  | Anne O’Shea           | Vereinigte Staaten     | 15  | 13  | 13  | 10  | 13  | 12  | 11  | 17  | 0960   |
| 12.  | Janine Flock          | Österreich             | 13  | 12  | 08  | 16  | 18  | 16  | 16  | 16  | 0872   |
| 13.  | Katharine Eustace     | Neuseeland             | –   | 11  | 16  | 14  | 09  | –   | 06  | 13  | 0792   |
| 14.  | Lucy Chaffer          | Australien             | 12  | 17  | 15  | 17  | 20  | 14  | 18  | 15  | 0780   |
| 15.  | Darla Deschamps       | Kanada                 | –   | –   | –   | –   | 05  | 04  | 04  | 02  | 0768   |
| 16.  | Joska Le Conté        | Niederlande            | 14  | 14  | 18  | 20  | 15  | 18  | 13  | 20  | 0744   |
| 17.  | Amy Williams          | Vereinigtes Königreich | –   | –   | –   | –   | 12  | 05  | 10  | 08  | 0616   |
| 18.  | Sarah Reid            | Kanada                 | 07  | 07  | 09  | 13  | –   | –   | –   | –   | 0608   |
| 19.  | Swetlana Trunowa      | Russland               | 09  | 10  | 12  | 07  | –   | –   | –   | –   | 0592   |
| 20.  | Kimber Gabryszak      | Vereinigte Staaten     | 16  | 16  | 14  | 15  | 16  | 19  | –   | –   | 0578   |
| 21.  | Michaela Gläßer       | Tschechien             | 19  | 19  | 20  | 19  | 22  | 20  | 19  | 21  | 0550   |
| 22.  | Michelle Steele       | Australien             | –   | –   | –   | –   | 21  | 17  | 12  | 12  | 0406   |
| 23.  | Marija Orlowa         | Russland               | –   | –   | –   | –   | 19  | 09  | 22  | 17  | 0370   |
| 24.  | Katie Uhlaender       | Vereinigte Staaten     | –   | –   | –   | –   | –   | –   | 05  | 10  | 0328   |
| 25.  | Barbara Hosch         | Schweiz                | 18  | 20  | 17  | 18  | –   | –   | –   | –   | 0316   |
| 26.  | Jessica Kilian        | Schweiz                | –   | –   | –   | –   | 14  | 21  | 21  | 19  | 0310   |
| 27.  | Elena Mandrino        | Italien                | –   | –   | –   | –   | –   | –   | 23  | 22  | 0106   |

## Gesamtstand und erreichte Platzierungen im Skeleton der Männer
| Rang | Pilot                 | Land                   | WHI | CAL | PCI | LAP | IGL | WIN | STM | CES | Punkte |
| ---- | --------------------- | ---------------------- | --- | --- | --- | --- | --- | --- | --- | --- | ------ |
| 01.  | Martins Dukurs        | Lettland               | 05  | 01  | 03  | 02  | 01  | 01  | 01  | 01  | 1719   |
| 02.  | Sandro Stielicke      | Deutschland            | 07  | 05  | 02  | 06  | 07  | 07  | 04  | 03  | 1466   |
| 03.  | Frank Rommel          | Deutschland            | 09  | 07  | 11  | 05  | 05  | 05  | 02  | 04  | 1410   |
| 04.  | Sergei Tschudinow     | Russland               | 08  | 06  | 12  | 01  | 02  | 02  | 19  | 07  | 1351   |
| 05.  | Alexander Tretjakow   | Russland               | 03  | 02  | 01  | 13  | 03  | 03  | 23  | 10  | 1349   |
| 06.  | Mirsad Halilovic      | Deutschland            | 04  | 08  | 05  | 07  | 10  | 11  | 12  | 06  | 1288   |
| 07.  | Matthew Antoine       | Vereinigte Staaten     | 06  | 04  | 09  | 04  | 04  | 08  | 27  | 09  | 1248   |
| 08.  | Tomass Dukurs         | Lettland               | 10  | 25  | 07  | 08  | 08  | 04  | 07  | 02  | 1242   |
| 09.  | Jon Montgomery        | Kanada                 | 01  | 11  | 10  | 14  | 06  | 13  | 08  | 11  | 1209   |
| 10.  | John Daly             | Vereinigte Staaten     | 19  | 10  | 08  | 10  | 16  | 06  | 05  | 18  | 1058   |
| 11.  | Chris Type            | Vereinigtes Königreich | 16  | 09  | 06  | 09  | 18  | 12  | 09  | 14  | 1048   |
| 12.  | Kristan Bromley       | Vereinigtes Königreich | 02  | 03  | 04  | 03  | dns | –   | 14  | 15  | 1018   |
| 13.  | John Fairbairn        | Kanada                 | 11  | 12  | 14  | 16  | 17  | 14  | 10  | 12  | 0944   |
| 14.  | Michael Douglas       | Kanada                 | 13  | 13  | 13  | 11  | 19  | dsq | 06  | 07  | 0914   |
| 15.  | Matthias Guggenberger | Österreich             | 17  | 16  | 15  | 15  | 09  | 19  | 15  | –   | 0722   |
| 16.  | Anže Šetina           | Slowenien              | 24  | 17  | 22  | 17  | 12  | 15  | 17  | 13  | 0717   |
| 17.  | Ben Sandford          | Neuseeland             | 12  | dns | –   | dns | 15  | –   | 03  | 05  | 0616   |
| 18.  | Hiroatsu Takahashi    | Japan                  | 21  | 20  | 19  | 21  | 20  | 15  | 16  | 20  | 0602   |
| 19.  | Ander Mirambell       | Spanien                | 14  | 22  | 17  | 19  | 24  | 18  | 24  | 23  | 0550   |
| 20.  | Shinsuke Tayama       | Japan                  | 18  | 21  | 18  | 22  | 21  | 20  | 26  | 19  | 0518   |
| 21.  | Daniel Mächler        | Schweiz                | 20  | 23  | 21  | 18  | 22  | –   | 18  | 16  | 0492   |
| 22.  | Eric Bernotas         | Vereinigte Staaten     | 15  | 14  | 16  | 12  | –   | –   | –   | –   | 0440   |
| 23.  | Kyle Tress            | Vereinigte Staaten     | –   | –   | –   | –   | 13  | 17  | 11  | 22  | 0400   |
| 24.  | Andy Wood             | Vereinigtes Königreich | –   | –   | –   | –   | 11  | 08  | 22  | 24  | 0397   |
| 25.  | Pascal Oswald         | Schweiz                | –   | –   | –   | –   | 13  | 10  | 12  | –   | 0392   |
| 26.  | Lukas Kummer          | Schweiz                | 23  | 15  | 22  | 20  | –   | –   | –   | –   | 0278   |
| 27.  | Raphael Maier         | Österreich             | –   | –   | –   | –   | 23  | 22  | 20  | 21  | 0236   |
| 28.  | John Farrow           | Australien             | –   | –   | –   | –   | 25  | 20  | 21  | 25  | 0210   |
| 29.  | Michael Coutts        | Neuseeland             | –   | 19  | 20  | 23  | –   | –   | –   | –   | 0192   |
| 30.  | Anthony Deane         | Australien             | 25  | 24  | 24  | 24  | –   | –   | –   | –   | 0175   |
| 31.  | Adam Pengilly         | Vereinigtes Königreich | 21  | 18  | –   | –   | –   | –   | –   | –   | 0142   |
| 32.  | Maurizio Oioli        | Italien                | –   | –   | –   | –   | –   | –   | –   | 17  | 088    |
| 33.  | Michael Höfer         | Schweiz                | –   | –   | –   | –   | –   | 23  | –   | 26  | 086    |
| 34.  | Marco Zoccolan        | Italien                | –   | –   | –   | –   | –   | –   | 25  | –   | 040    |